# Dio (Francia)
Dio era una comuna francesa que estaba situada en el departamento de Hérault, de la región de Occitania, que entre 1790 y 1794 se fusionó con la comuna de Valquières, formando la nueva comuna de Dio-et-Valquières.

## Demografía
No constan datos demográficos de la comuna en el momento de su fusión.